# Szergelen járás (Központi tartomány)
Szergelen járás (mongol nyelven: Сэргэлэн сум) Mongólia Központi tartományának egyik járása. Területe 3700 km². Népessége kb. 2900 fő.
Székhelye, Hosigín Ar (Хошигийн Ар) 15 km-re fekszik Dzúnmod tartományi székhelytől és 57 km-re Ulánbátortól.